# Darren Kirkland
Darren Kirkland (Norwood, 4 augustus 1967) is een Brits voormalig waterskiër.

## Levensloop
Kirkland werd viermaal Europees kampioen in de Formule 1 van het waterski racing. Daarnaast behaalde hij in deze discipline een zilveren en een bronzen medaille. Ook won hij vijfmaal de Diamond Race te Viersel.
In 2017 werd hij opgenomen in de 'Water Ski Racing Hall of Fame'.

## Palmares
Formule 1
- 1986:  Diamond Race
- 1988:  Diamond Race
- 1990:  Europees kampioenschap
- 1990:  Diamond Race
- 1991:  Diamond Race
- 1992:  Diamond Race
- 1993:  Diamond Race
- 1994:  Diamond Race
- 1997:  Wereldkampioenschap
- 1997:  Diamond Race
- 1998:  Europees kampioenschap
- 1999:  Wereldkampioenschap
- 2000:  Europees kampioenschap
- 2000:  Diamond Race
- 2001:  Diamond Race
- 2002:  Europees kampioenschap
- 2004:  Diamond Race
- 2005:  Diamond Race
- 2007:  Diamond Race
- 2008:  Europees kampioenschap
- 2008:  Diamond Race
- 2010:  Europees kampioenschap
- 2010:  Diamond Race
- 2013:  Diamond Race
- 2014:  Diamond Race
- 2016:  Diamond Race